# Fußball-Club Augsburg 1907 1994-1995
Questa voce raccoglie le informazioni riguardanti il Fußball-Club Augsburg 1907 nelle competizioni ufficiali della stagione 1994-1995.

## Stagione
Nella stagione 1994-1995 l'Augusta, allenato da Armin Veh, concluse il campionato di Regionalliga sud al 9º posto.

## Rosa
| N. |                     | Ruolo | Calciatore        |
| -- | ------------------- | ----- | ----------------- |
|    | Germania (bandiera) | P     | Jürgen Oberhofer  |
|    | Germania (bandiera) | P     | Thorsten Walther  |
|    | Germania (bandiera) | P     | Alfred Weh        |
|    | Germania (bandiera) | D     | Andreas Dörr      |
|    | Germania (bandiera) | D     | Jürgen Haller     |
|    | Germania (bandiera) | D     | Michael Hecht     |
|    | Germania (bandiera) | D     | János Radoki      |
|    | Germania (bandiera) | D     | Markus Zimmermann |
|    | Germania (bandiera) | C     | Franz Becker      |
|    | Germania (bandiera) | C     | Thomas Hanke      |

| N. |                     | Ruolo | Calciatore          |
| -- | ------------------- | ----- | ------------------- |
|    | Croazia (bandiera)  | C     | Goran Jerković      |
|    | Germania (bandiera) | C     | Thomas König        |
|    | Germania (bandiera) | C     | Thomas Motzke       |
|    | Germania (bandiera) | C     | Frank Peuker        |
|    | Germania (bandiera) | C     | Domenico Sbordone   |
|    | Germania (bandiera) | C     | Gerhard Schroll     |
|    | Germania (bandiera) | C     | Roland Seitz        |
|    | Germania (bandiera) | C     | Thomas Zwingel      |
|    | Germania (bandiera) | A     | Christian Radlmaier |
|    | Germania (bandiera) | A     | Hans-Peter Steck    |

## Organigramma societario
Area tecnica
- Allenatore: Armin Veh
- Allenatore in seconda:
- Preparatore dei portieri:
- Preparatori atletici:
- Analisi video:

## Calciomercato

### Sessione estiva
| Acquisti | Acquisti         | Acquisti       | Acquisti |
| R.       | Nome             | da             | Modalità |
| -------- | ---------------- | -------------- | -------- |
| C        | Goran Jerković   | {FC Schwedt 02 |          |
| C        | Roland Seitz     | Homburg        |          |
| A        | Hans-Peter Steck | Memmingen      |          |
| P        | Thorsten Walther | SC Geislingen  |          |
| C        | Thomas Zwingel   | Unterhaching   |          |

| Cessioni | Cessioni          | Cessioni         | Cessioni |
| R.       | Nome              | a                | Modalità |
| -------- | ----------------- | ---------------- | -------- |
| C        | Holger Bachthaler | Schwaben Augusta |          |
| C        | Frank Gerster     | Bayern Monaco II |          |
| C        | Michael Rösele    | Colonia          |          |
| C        | Sergej Timofeyev  | Torpedo Mosca    |          |

### Sessione invernale
| Acquisti | Acquisti     | Acquisti   | Acquisti |
| R.       | Nome         | da         | Modalità |
| -------- | ------------ | ---------- | -------- |
| C        | Frank Peuker | BC Aichach |          |

| Cessioni | Cessioni | Cessioni | Cessioni |
| R.       | Nome     | a        | Modalità |
| -------- | -------- | -------- | -------- |

## Risultati

### Regionalliga

#### Girone di andata
| 29 luglio 1994, ore 18:00 CEST 1ª giornata | Augusta | 1 – 0 | Kickers Stoccarda |  |

| 6 agosto 1994, ore 15:00 CEST 2ª giornata | Fürth | 1 – 3 | Augusta |  |

| 17 agosto 1994, ore 18:00 CEST 3ª giornata | Augusta | 2 – 2 | Vestenbergsgreuth |  |

| 20 agosto 1994, ore 15:00 CEST 4ª giornata | Ulma | 1 – 2 | Augusta |  |

| 27 agosto 1994, ore 15:00 CEST 5ª giornata | Augusta | 1 – 1 | Reutlingen |  |

| 2 settembre 1994, ore 18:00 CEST 6ª giornata | Darmstadt | 1 – 0 | Augusta |  |

| 10 settembre 1994, ore 15:00 CEST 7ª giornata | Augusta | 0 – 2 | Unterhaching |  |

| 18 settembre 1994, ore 15:00 CEST 8ª giornata | Rot-Weiss Francoforte | 0 – 3 | Augusta |  |

| 24 settembre 1994, ore 15:00 CEST 9ª giornata | Augusta | 4 – 1 | Wehen |  |

| 8 ottobre 1994, ore 15:00 CET 10ª giornata | Ludwigsburg | 1 – 0 | Augusta |  |

| 15 ottobre 1994, ore 15:00 CET 11ª giornata | Augusta | 2 – 1 | Ditzingen |  |

| 23 ottobre 1994, ore 15:00 CET 12ª giornata | VfR Mannheim | 2 – 1 | Augusta |  |

| 29 ottobre 1994, ore 15:00 CET 13ª giornata | Egelsbach | 1 – 2 | Augusta |  |

| 5 novembre 1994, ore 15:00 CET 14ª giornata | Augusta | 4 – 0 | Lohhof |  |

| 13 novembre 1994, ore 15:00 CET 15ª giornata | Bayern Monaco II | 2 – 2 | Augusta |  |

| 19 novembre 1994, ore 15:00 CET 16ª giornata | Augusta | 3 – 2 | Kickers Offenbach |  |

| 3 dicembre 1994, ore 15:00 CET 17ª giornata | Hessen Kassel | 1 – 2 | Augusta |  |

#### Girone di ritorno
| 10 dicembre 1994, ore 15:00 CET 18ª giornata | Kickers Stoccarda | 1 – 1 | Augusta |  |

| 25 febbraio 1995, ore 15:00 CET 19ª giornata | Augusta | 1 – 0 | Fürth |  |

| 4 marzo 1995, ore 15:00 CET 20ª giornata | Vestenbergsgreuth | 0 – 1 | Augusta |  |

| 12 marzo 1995, ore 15:00 CET 21ª giornata | Augusta | 0 – 1 | Ulma |  |

| 18 marzo 1995, ore 15:00 CET 22ª giornata | Reutlingen | 1 – 2 | Augusta |  |

| 25 marzo 1995, ore 15:00 CET 23ª giornata | Augusta | 2 – 3 | Darmstadt |  |

| 2 aprile 1995, ore 15:00 CEST 24ª giornata | Unterhaching | 2 – 1 | Augusta |  |

| 8 aprile 1995, ore 15:00 CEST 25ª giornata | Augusta | 2 – 0 | Rot-Weiss Francoforte |  |

| 15 aprile 1995, ore 15:00 CEST 26ª giornata | Wehen | 2 – 1 | Augusta |  |

| 22 aprile 1995, ore 15:00 CEST 27ª giornata | Augusta | 0 – 1 | Ludwigsburg |  |

| 30 aprile 1995, ore 15:00 CEST 28ª giornata | Ditzingen | 2 – 2 | Augusta |  |

| 6 maggio 1995, ore 15:00 CEST 29ª giornata | Augusta | 1 – 4 | VfR Mannheim |  |

| 15 maggio 1995, ore 15:00 CEST 30ª giornata | Augusta | 0 – 5 | Egelsbach |  |

| 19 maggio 1995, ore 18:00 CEST 31ª giornata | Lohhof | 1 – 1 | Augusta |  |

| 25 maggio 1995, ore 15:00 CEST 32ª giornata | Augusta | 0 – 4 | Bayern Monaco II |  |

| 28 maggio 1995, ore 15:00 CEST 33ª giornata | Kickers Offenbach | 4 – 0 | Augusta |  |

| 3 giugno 1995, ore 15:00 CEST 34ª giornata | Augusta | 1 – 2 | Hessen Kassel |  |

## Statistiche

### Statistiche di squadra
| Competizione     | Punti | In casa | In casa | In casa | In casa | In casa | In casa | In trasferta | In trasferta | In trasferta | In trasferta | In trasferta | In trasferta | Totale | Totale | Totale | Totale | Totale | Totale | DR |
| Competizione     | Punti | G       | V       | N       | P       | Gf      | Gs      | G            | V            | N            | P            | Gf           | Gs           | G      | V      | N      | P      | Gf     | Gs     | DR |
| ---------------- | ----- | ------- | ------- | ------- | ------- | ------- | ------- | ------------ | ------------ | ------------ | ------------ | ------------ | ------------ | ------ | ------ | ------ | ------ | ------ | ------ | -- |
| Regionalliga sud | 48    | 17      | 7       | 2       | 8       | 24      | 29      | 17           | 7            | 4            | 6            | 24           | 23           | 34     | 14     | 6      | 14     | 48     | 52     | -4 |
| Totale           | 48    | 17      | 7       | 2       | 8       | 24      | 29      | 17           | 7            | 4            | 6            | 24           | 23           | 34     | 14     | 6      | 14     | 48     | 52     | -4 |

### Andamento in campionato
| Giornata  | 1 | 2 | 3 | 4 | 5 | 6 | 7 | 8 | 9 | 10 | 11 | 12 | 13 | 14 | 15 | 16 | 17 | 18 | 19 | 20 | 21 | 22 | 23 | 24 | 25 | 26 | 27 | 28 | 29 | 30 | 31 | 32 | 33 | 34 |
| --------- | - | - | - | - | - | - | - | - | - | -- | -- | -- | -- | -- | -- | -- | -- | -- | -- | -- | -- | -- | -- | -- | -- | -- | -- | -- | -- | -- | -- | -- | -- | -- |
| Luogo     | C | T | C | T | C | T | C | T | C | T  | C  | T  | T  | C  | T  | C  | T  | T  | C  | T  | C  | T  | C  | T  | C  | T  | C  | T  | C  | C  | T  | C  | T  | C  |
| Risultato | V | V | N | V | N | P | P | V | V | P  | V  | P  | V  | V  | N  | V  | V  | N  | V  | V  | P  | V  | P  | P  | V  | P  | P  | N  | P  | P  | N  | P  | P  | P  |
| Posizione | 5 | 3 | 4 | 4 | 3 | 6 | 8 | 7 | 4 | 6  | 5  | 6  | 4  | 4  | 6  | 5  | 3  | 5  | 2  | 2  | 3  | 3  | 5  | 6  | 5  | 6  | 7  | 7  | 7  | 7  | 7  | 8  | 9  | 9  |

Legenda:

Luogo: C = Casa; T = Trasferta. Risultato: V = Vittoria; N = Pareggio; P = Sconfitta.